# Reinhard Michl
Reinhard Michl (* 18. Juni 1948 in Hausen, Niederbayern) ist ein deutscher Zeichner, Illustrator und Autor, insbesondere von Kinderbüchern.

## Leben
1962 begann Michl eine dreijährige Schriftsetzerlehre. Im Herbst 1969 begann er mit dem Studium, das er 1973 mit dem Diplom als Grafik-Designer (FHS) an der Fachhochschule München abschloss.

## Künstlerisches Schaffen

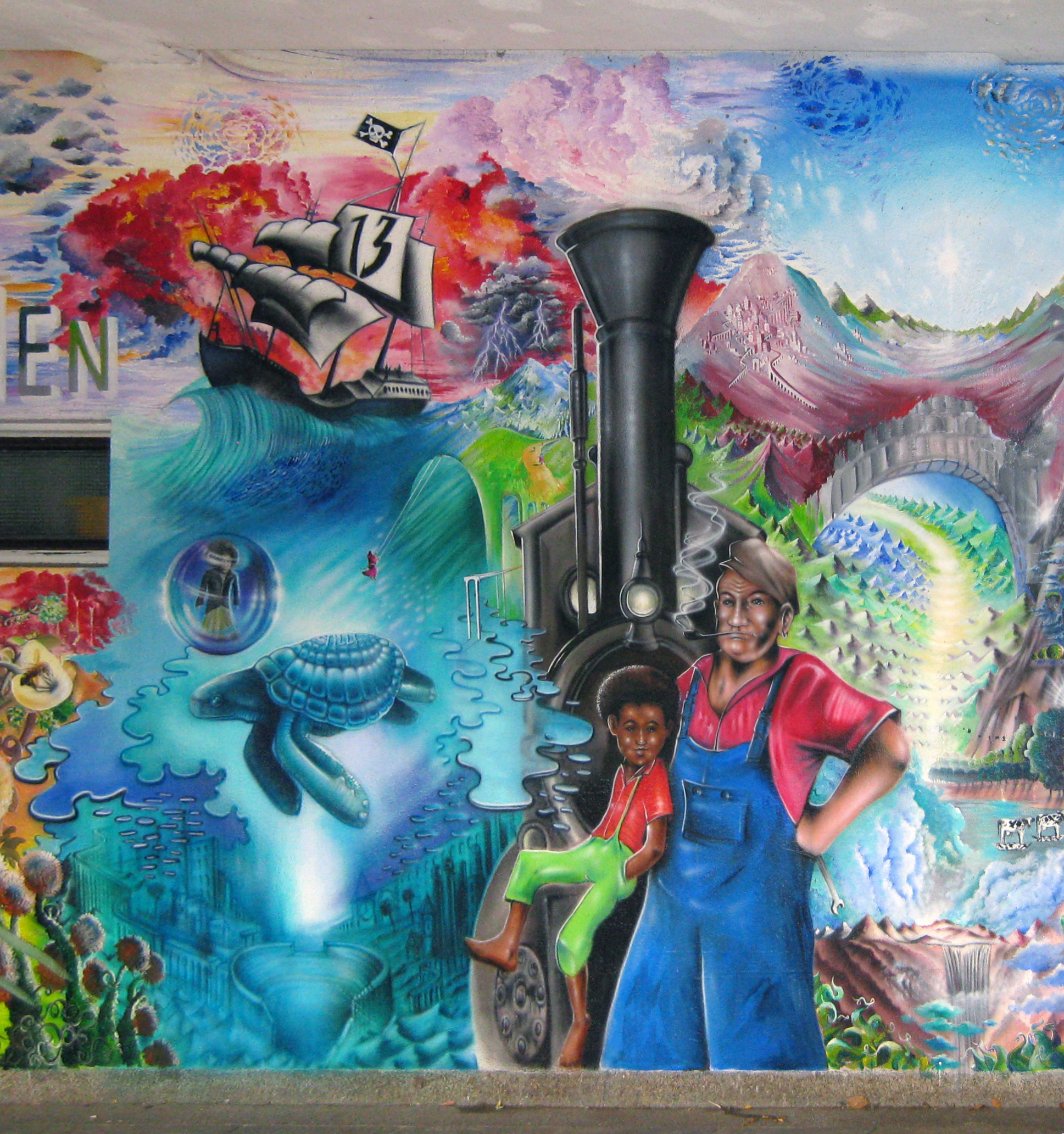
Jim-Knopf-Wandbild in Marl nach den Illustrationen Reinhard Michls

1974 erhielt er den ersten Auftrag zu einer Kinderbuchillustration: Das Knie aus der Wand, einem kleinen Band mit Gespenstergeschichten von Josef Guggenmos. Das mit seinen Zeichnungen versehene Buch Der Wunderbaum gelangte 1981 auf die Auswahlliste zum Deutschen Jugendliteraturpreis. Weitere von ihm illustrierte Werke in dieser Zeit waren Der Findefuchs (Text von Irina Korschunow), eine Neuausgabe von Jim Knopf (Text von Michael Ende) und Es klopft bei Wanja in der Nacht (Text von Tilde Michels). 1985 erschien Ein Tag am Fluss, das erste Buch, zu dem er auch den Text verfasste.
Sein Schwerpunkt blieben Illustrationen für Kinderbücher. 2005 erschien Heinrich Heine für Große und Kleine zum 150. Todestag des Dichters. Mit Bilder Buch Leben verfasste Reinhard Michl 2008 ein autobiographisches Werk, das insbesondere viele seiner Skizzen enthält.
Aus seinen Zeichnungen fertigte Reinhard Michl auch bewegte Bilder für das Fernsehen. Einige Beispiele sind Micha und seine Brüder für den Bayerischen Rundfunk 1983, Leo Löwe für Die Sendung mit der Maus der ARD 1989 und Wuschelbär für die Sendung Siebenstein des ZDF 1992. Im Jahre 2005 sendete der Bayerische Rundfunk das Fernsehportrait Wie aus dem Bilderbuch in der Reihe Lebenslinien.
Seine erste Einzelausstellung hatte Reinhard Michl 1980 in der Internationalen Jugendbibliothek in München, der er mit weiteren Ausstellungen 1998 und 2008 verbunden blieb. Auch an anderen Orten gab es seine Werke zu sehen, international oft verbunden mit seinen Workshops, national überwiegend im bayerischen Raum, aber auch in Oldenburg und Hannover.

## Auszeichnungen
- 1984 Troisdorfer Bilderbuchpreis für Mischa und seine Brüder.
- 1986 Gustav-Heinemann-Friedenspreis für Kinder- und Jugendbücher zusammen mit Tilde Michels für Es klopft bei Wanja in der Nacht
- 1988 Aufnahme in die IBBY Honour List für Es klopft bei Wanja in der Nacht
- 2010 Wildweibchenpreis
- In die Auswahlliste zum Deutschen Jugendliteraturpreis wurden u. a. aufgenommen Der Wunderbaum, Der Findefuchs und Es klopft bei Wanja in der Nacht.

## Werke (in Auswahl)
- Josef Guggenmos: Das Knie aus der Wand. 1975
- Lene Mayer-Skumanz (Hrsg.): Märchenreise um die Welt. 1976
- Jacob und Wilhelm Grimm: Zaubermärchen. 1979
- Walter Scherf (Hrsg.): Der Wunderbaum. 1980
- Rudyard Kipling: Das Dschungelbuch. 1981
- Irina Korschunow: Der Findefuchs. 1982
  - Irina Korschunow: Der Findefuchs. Wie der kleine Fuchs eine Mutter bekam. von . dtv junior, Schreibschrift, München 1983, ISBN 3-423-07521-X.
- Michael Ende: Jim Knopf und Lukas der Lokomotivführer. 1983.
- Michael Ende: Jim Knopf und die Wilde 13. 1983.
- Hans Baumann: Mischa und seine Brüder. 1984.
- Tilde Michels: Es klopft bei Wanja in der Nacht. 1985.
- Ein Tag am Fluss. 1985.
- Rudolf Herfurtner: Gloria von Jaxtberg oder die Prinzessin vom Pfandlhof. 1988.
- Gerda Wagener: Leo Löwe. 1989.
- Irina Korschunow: Wuschelbär. 1990.
- Wilhelm Topsch: Katze, liebe Katze. 1990.
- Selma Lagerlöf: Nils Holgersson. 1991.
- Christian Morgenstern: Igel und Agel. 1992.
- Biermösl Blosn: Sepp, Dreck, Hennadreck. 1993. (Kinderlieder)
- Rudolf Herfurtner: Lieber Nichtsnutz. 1993.
- Petr Chudožilov: Zu viele Engel. 1994.
- Rudolf Herfurtner: Gumpert Blubb. 1997.
- Wo Fuchs und Hase sich gute Nacht sagen. Gerstenberg Verlag, 2002, ISBN 3-8067-4948-5.
- Manchmal wär ich lieber Max. 2004.
- Jan-Christoph Hauschild (Hrsg.): Heinrich Heine für Große und Kleine. 2005.
- Franz Hohler: Der Tanz im versunkenen Dorf. 2005.
- Katharina Jockusch (Hrsg.): Marabu und Känguruh. Gerstenberg Verlag, 2006.
- Anu Stohner: Das große Adventskalenderbuch. 2006.
- Frank McCourt: Wo ist das Christkind geblieben? Übersetzung von Rudolf Hermstein. 2008
- Bilder Buch Leben. 2008.
- Anton G. Leitner (Hrsg.): Ein Nilpferd schlummerte im Sand. 2009. (Gedichte), dtv München 2009, ISBN 978-3-423-13754-6.
- Jutta Langreuter: Ein Zuhause für den kleinen Wolf. 2009.
- Annette von Droste-Hülshoff: Der Knabe im Moor. 2010.
- Der Krumme Hund. Gerstenberg Verlag, 2010, ISBN 978-3-8369-2616-4.
- Friedrich Glauser: Die Fieberkurve. Gerstenberg Verlag, 2011, ISBN 978-3-8369-2633-1.
- Gilbert Keith Chesterton: Der Salat des Oberst Cray. Gerstenberg Verlag, 2011, ISBN 978-3-8369-5288-0.